# Boucagnères
Boucagnères è un comune francese di 145 abitanti situato nel dipartimento del Gers nella regione dell'Occitania.

## Società

### Evoluzione demografica
Abitanti censiti